# 约翰·林德罗特
约翰·林德罗特（瑞典語：John Lindroth，1883年9月17日—1960年7月24日），生于卡里約基，芬兰男子竞技体操运动员。他曾获得1908年夏季奥运会体操比赛男子团体全能铜牌。他于1960年在赫尔辛基去世。